# Silvana Castignone
Silvana Castignone (Borgomanero, 14 agosto 1931 – Borgomanero, 25 luglio 2023) è stata una filosofa e attivista italiana.

## Biografia
Laureata nel 1955 in scienze politiche all'Università di Genova, dopo un periodo come assistente volontaria di filosofia del diritto nella facoltà di Giurisprudenza dell'ateneo genovese divenne nel 1967 assistente di ruolo di dottrina dello stato nella facoltà di Scienze Politiche dell'Università di Bologna. Nel 1966 ottenne la libera docenza in filosofia del diritto.
Tornata a Genova nel 1970 fu professore incaricato (poi stabilizzato), dapprima per un anno di scienza della politica e in seguito di filosofia politica presso la facoltà di Scienze Politiche, e insieme di filosofia del diritto nella facoltà di Giurisprudenza.  Nel marzo del 1976 divenne professore straordinario di filosofia del diritto, in un primo tempo presso la facoltà di Lettere dell'Università di Lecce e in seguito nella facoltà di Giurisprudenza dell’Università di Genova.
Fu nominata professore ordinario nel 1979, insegnando sino al 2003 filosofia del diritto nella facoltà giuridica genovese, dove per alcuni anni continuò a ricoprire anche l'incarico di filosofia politica. Dal 1999 al 2001 fu Direttore del Dipartimento di cultura giuridica “Giovanni Tarello”. Negli anni dal 1998 al 2006 coordinò il corso di dottorato di filosofia del diritto e bioetica giuridica.  Fece parte della direzione della rivista Materiali per una storia della cultura giuridica, di cui dal 1987 al 2019 fu direttore responsabile. Nel 2006 fu nominata professore emerito della facoltà giuridica genovese.

## L'attivismo filosofico-culturale in difesa degli animali
La dimensione filosofica e culturale di Silvana Castignone, anche nei suoi aspetti più profondi, è sempre stata caratterizzata in primis dalla difesa degli animali, evidenziata da trattati e saggi, catalogati anche dalla Biblioteca Centrale Giuridica (OPAC Polo Giurico SBN).

La sua opera "Diritti degli animali" è citata dall'Accademia della Crusca e il suo nome ricorre più volte nell'Enciclopedia Treccani:,,. 
(Treccani)

## Opere
- Giustizia e bene comune in David Hume[11],  Milano, Giuffrè,  1965
- La macchina del diritto. Il realismo giuridico in Svezia, Milano,  Edizioni di Comunità, 1974
- Introduzione teorica allo studio del diritto[12], (in collaborazione con R. Guastini e G. Tarello), Genova, ECIG, 1978
- I diritti degli animali: prospettive bioetiche e giuridiche, Bologna, Il Mulino, 1985
- Introduzione teorica allo studio del diritto, (in collaborazione con R. Guastini e G. Tarello, 2nd. ediz. ampliata, Genova, ECIG, 1979
- Diritto, linguaggio, realtà. Saggi sul realismo giuridico[13], Torino, Giappichelli, 1995
- Nuovi diritti e nuovi soggetti. Appunti di bioetica e biodiritto[14], Genova, ECIG, 1996
- Povere bestie. I diritti degli animali, Venezia, Marsilio, 1997
- Povere bestie. I diritti degli animali, 2nd ed., Venezia[15], Tascabili Marsilio, 1999
- Introduzione alla filosofia del diritto[16], Roma-Bari, Laterza Editori, 1998  (sesta ediz. 2006)
- Introduzione alla filosofia del diritto[16], Roma-Bari, Laterza Editori, nuova ediz. ampliata, 2009
- Silvana Castignone ha inoltre lavorato a 12 curatele e prodotto un numero considerevole di saggi (riportati nella voce prima di essere rimossi il 26 novembre 2019).